# Michalková
Michalková (in ungherese Zólyommihályi) è un comune della Slovacchia facente parte del distretto di Zvolen, nella regione di Banská Bystrica.